# Nobiltà

Nicolaus Kremer, Ritratto di nobiluomo, 1529.

La nobiltà indica una classe sociale distinta da particolari  privilegi e attributi. Ha costituito in passato un elemento fondamentale nella storia dell'Europa, dal  Medioevo fino all'Età moderna.

## Storia
Il graduale processo della parificazione delle due classi patrizia e plebea nell'antica Roma determina il formarsi di due nuove categorie di cittadini privilegiati:
- la nobilitas;
- la classe dei cavalieri: equites, borghesi arricchiti.

Della nobiltas fanno parte i discendenti delle antiche famiglie, perlopiù patrizie, detentori per secoli delle più importanti magistrature e sacerdozi maggiori.
Con il tramonto dell'impero romano e il parallelo emergere di centri di potere autonomi facenti capo a individui e famiglie in grado di svolgere funzioni politico-militari e di esercitare un dominio di fatto, i nobili — per difendere tale posizione — si stabiliscono in castelli che diventano col tempo il centro economico-amministrativo dei territori circostanti. Con l'età carolingia (IX secolo), la nobiltà viene a dipendere — almeno formalmente — dal sovrano. La nobiltà feudale, insidiata nella sua supremazia basata sulla proprietà fondiaria, dalle profonde trasformazioni economiche dei secoli XII-XIII e dall'emergere di nuove realtà politico-amministrative — le città —, nei secoli XIV e XV inizia a scontrarsi con il sorgere e l'affermarsi dei principati territoriali e delle monarchie assolute. La composta classe nobiliare-borghese esce vittoriosa dai rivolgimenti dell'età moderna, mantenendo i suoi privilegi:
- diritto al porto della spada;
- esenzioni fiscali;
- ricorso a giurisdizioni speciali.

Si assicura anche l'accesso esclusivo alle alte cariche civili e militari,  monopolizzando strutture politiche, statali e cittadine.
Con la rivoluzione francese del 1789, la nobiltà viene giuridicamente liquidata per decreto: l'«Assemblea nazionale abolisce interamente il regime feudale».
Sopravvivrà solo come classe sottoposta — al pari delle altre — all'autorità giudiziaria.
In Italia la Costituzione repubblicana ha tolto dal 1948 ogni riconoscimento giuridico ai titoli nobiliari, in forza dell'articolo XIV delle Disposizioni transitorie e Finali.

### Titoli
Di seguito — e in ordine gerarchico — i titoli nobiliari principali, al di sotto del re:
1. principe;
2. duca;
3. marchese;
4. conte;
5. visconte;
6. barone;
7. signore;
8. cavaliere ereditario;
9. patrizio;
10. nobiluomo.[1][5]

Categoria a sé stante era quella detta more nobilium o distinta civiltà, di famiglie cioè storicamente in possesso di stemma, formalmente non registrate come nobili.

#### I cosiddetti «quarti di nobiltà»
È a partire dalla fine del medioevo che nell'Europa centrale compare l'uso di definire la nobiltà di una persona facendo il conto dei suoi «quarti».
Antoine Furetière fa riferimento ai «quarti» per parlare di blasonatura delle arme: {\textstyle {\frac {1}{4}}}, sostiene, è uno stemma d'arme:
(Furetière, p. 1209.)